# Campionati del mondo di atletica leggera 2023 - 3000 metri siepi maschili
La specialità dei 3000 metri siepi maschili dei campionati del mondo di atletica leggera 2023 si è svolta il 19 e il 22 agosto 2023 al Centro nazionale di atletica leggera di Budapest, in Ungheria.

## Podio
| Pos.    | Atleta              | Nazionalità | Tempo   |
| ------- | ------------------- | ----------- | ------- |
| Oro     | Soufiane el-Bakkali | Marocco     | 8'03"53 |
| Argento | Lamecha Girma       | Etiopia     | 8'05"44 |
| Bronzo  | Abraham Kibiwott    | Kenya       | 8'11"98 |

## Situazione pre-gara

### Record
Prima di questa competizione, il record del mondo (RM) e il record dei campionati (RC) erano i seguenti.
| Record                | Prestazione | Atleta                | Data                             | Competizione        |
| --------------------- | ----------- | --------------------- | -------------------------------- | ------------------- |
| Record mondiale       | 7'52"11     | Lamecha Girma Etiopia | 9 giugno 2023 Parigi, Francia    | Diamond League 2023 |
| Record dei campionati | 8'00"43     | Ezekiel Kemboi Kenya  | 18 agosto 2009 Berlino, Germania | Mondiali 2009       |

### Campioni in carica
I campioni in carica a livello mondiale e olimpico erano:
| Campione | Atleta                      | Prestazione | Data                                         | Competizione         |
| -------- | --------------------------- | ----------- | -------------------------------------------- | -------------------- |
| Olimpico | Soufiane el-Bakkali Marocco | 8'08"90     | 2 agosto 2021 Tokyo, Giappone                | Giochi olimpici 2021 |
| Mondiale | Soufiane el-Bakkali Marocco | 8'25"13     | 18 luglio 2022 Eugene, Stati Uniti d'America | Mondiali 2022        |

### La stagione
Prima di questa gara, gli atleti con le migliori tre prestazioni dell'anno erano:
| Pos. | Atleta                      | Prestazione | Data                          |
| ---- | --------------------------- | ----------- | ----------------------------- |
| 1    | Lamecha Girma Etiopia       | 7'52"11     | 9 giugno 2023 Parigi, Francia |
| 2    | Soufiane El Bakkali Marocco | 7'56"68     | 28 maggio 2023 Rabat, Marocco |
| 3    | Simon Koech Kenya           | 8'04"19     | 21 luglio 2023 Monaco, Monaco |

## Risultati

### Batterie
I primi 5 di ogni batteria (Q) si sono qualificati alla finale.
| Pos. | Batteria | Atleta                 | Nazione          | Tempo          | Note |
| ---- | -------- | ---------------------- | ---------------- | -------------- | ---- |
| 1    | 3        | Lamecha Girma          | Etiopia          | 8:15.89        | Q    |
| 2    | 3        | Geordie Beamish        | Nuova Zelanda    | 8:16.36        | Q    |
| 3    | 3        | Leonard Kipkemoi Bett  | Kenya            | 8:16.74        | Q    |
| 4    | 3        | Ryuji Miura            | Giappone         | 8:18.73        | Q    |
| 5    | 1        | Getnet Wale            | Etiopia          | 8:19.99        | Q    |
| 6    | 1        | Jean-Simon Desgagnés   | Canada           | 8:20.04        | Q    |
| 7    | 3        | Simon Sunström         | Svezia           | 8:20.10        | Q,   |
| 8    | 1        | Simon Koech            | Kenya            | 8:20.29        | Q    |
| 9    | 1        | Daniel Arce            | Spagna           | 8:20.46        | Q    |
| 10   | 1        | Ryoma Aoki             | Giappone         | 8:20.54 (,531) | Q,   |
| 11   | 3        | Víctor Ruiz            | Spagna           | 8:20.54(,531)  |      |
| 12   | 1        | Mohamed Tindouft       | Marocco          | 8:20.67        |      |
| 13   | 3        | Djilali Bedrani        | Francia          | 8:20.69        |      |
| 14   | 1        | Avinash Mukund Sable   | India            | 8:22.24        |      |
| 15   | 3        | Karl Bebendorf         | Germania         | 8:22.33        |      |
| 16   | 3        | Mohammed Msaad         | Marocco          | 8:22.95        |      |
| 17   | 2        | Kenneth Rooks          | Stati Uniti      | 8:23.66(,656)  | Q    |
| 18   | 2        | Soufiane el-Bakkali    | Marocco          | 8:23.66(,657)  | Q    |
| 19   | 2        | Mohamed Amin Jhinaoui  | Tunisia          | 8:24.20(,193)  | Q    |
| 20   | 1        | Benard Keter           | Stati Uniti      | 8:24.20(,194)  |      |
| 21   | 2        | Abraham Kibiwott       | Kenya            | 8:24.31        | Q    |
| 22   | 2        | Leonard Chemutai       | Uganda           | 8:24.74        | Q    |
| 23   | 2        | Nahuel Carabaña        | Andorra          | 8:27.05        |      |
| 24   | 1        | Vidar Johansson        | Svezia           | 8:27.21        |      |
| 25   | 3        | Ala Zoghlami           | Italia           | 8:28.76        |      |
| 26   | 2        | István Palkovits       | Ungheria         | 8:29.37        |      |
| 27   | 1        | Ahmed Jaziri           | Tunisia          | 8:29.81        |      |
| 28   | 1        | Topi Raitanen          | Finlandia        | 8:30.69        |      |
| 29   | 2        | Abrham Sime            | Etiopia          | 8:31.49        |      |
| 30   | 3        | Isaac Updike           | Stati Uniti      | 8:31.81        | qR   |
| 31   | 2        | Osama Zoghlami         | Italia           | 8:33.07        |      |
| 32   | 2        | Salaheddine Ben Yazide | Marocco          | 8:38.14        |      |
| 33   | 2        | Seiya Sunada           | Giappone         | 8:38.59        |      |
| 34   | 3        | Fouad Idbafdil         | Atleti Rifugiati | 8:39.21        |      |
| 35   | 1        | Matthew Clarke         | Australia        | 8:40.92        |      |
| 36   | 2        | Emil Blomberg          | Svezia           | 8:42.33        |      |
| 37   | 3        | Julián Molina          | Argentina        | 8:46.44        |      |

### Finale
La finale è iniziata il 22 agosto 2023 alle ore 21:42.
| Pos.    | Atleta                | Nazione       | Tempo   | Note                          |
| ------- | --------------------- | ------------- | ------- | ----------------------------- |
| Oro     | Soufiane el-Bakkali   | Marocco       | 8:03.53 |                               |
| Argento | Lamecha Girma         | Etiopia       | 8:05.44 |                               |
| Bronzo  | Abraham Kibiwott      | Kenya         | 8:11.98 |                               |
| 4       | Leonard Kipkemoi Bett | Kenya         | 8:12.26 |                               |
| 5       | Geordie Beamish       | Nuova Zelanda | 8:13.46 |                               |
| 6       | Ryuji Miura           | Giappone      | 8:13.70 |                               |
| 7       | Simon Koech           | Kenya         | 8:14.37 |                               |
| 8       | Jean-Simon Desgagnés  | Canada        | 8:15.58 | Miglior prestazione personale |
| 9       | Daniel Arce           | Spagna        | 8:18.31 |                               |
| 10      | Kenneth Rooks         | Stati Uniti   | 8:20.02 |                               |
| 11      | Getnet Wale           | Etiopia       | 8:21.03 |                               |
| 12      | Leonard Chemutai      | Uganda        | 8:21.61 |                               |
| 13      | Mohamed Amin Jhinaoui | Tunisia       | 8:23.08 |                               |
| 14      | Ryoma Aoki            | Giappone      | 8:24.77 |                               |
| 15      | Simon Sundström       | Svezia        | 8:27.68 |                               |
| 16      | Isaac Updike          | Stati Uniti   | 8:30.67 | Miglior prestazione personale |